# 結城英雄
結城 英雄（ゆうき ひでお、1948年9月15日 - ）は、日本の文学研究者。法政大学教授。

## 経歴
1948年、群馬県高崎市で生まれた。東京大学大学院人文科学研究科修士課程を修了。
明治大学政治経済学部教授を経て、法政大学文学部教授。
日本ジェイムズ・ジョイス協会常任委員で、1999年にジェイムズ・ジョイス『ユリシーズ』を研究した大著、『「ユリシーズ」の謎を歩く』（集英社）を刊行し、サントリー学芸賞（社会・風俗部門）を受賞した。

## 受賞・栄典
- 1999年：サントリー学芸賞（社会・風俗部門）

## 著作
著書
- 『「ユリシーズ」の謎を歩く』集英社 1999
- 『ジョイスを読む：二十世紀最大の言葉の魔術師』集英社新書 2004

編書
- 『アルビオンの彼方で：20世紀英語圏の文学』土屋哲編、研究社 1994
- 『亡霊のイギリス文学：豊饒なる空間』富士川義之と共編、国文社 2012

訳書
- 『ダブリンの市民』ジェイムズ・ジョイス著、岩波文庫 2004
- 『メタフィクション：自意識のフィクションの理論と実際』パトリシア・ウォー（英語版）著、泰流社 1986